# 拱辰街道 (北京市)
拱辰街道即原良乡镇、良乡城关（良乡城厢），是中华人民共和国北京市房山區下辖的一个街道办事处，位于良乡地区北部，2006年9月14日设立，办公地点为良乡中路39号原良乡镇政府所在地。

## 行政区划
拱辰街道下辖以下地区：
一街社区、三街社区、拱辰大街社区、宜春里社区、梅花庄社区、北关东路社区、行宫园社区、长虹北里社区、昊天小区社区、北京电力设备总厂社区、北京送变电公司社区、北京电力建设公司社区、飞机场社区、一街第二社区、文化路社区、罗府街社区、三街第二社区、拱辰北大街社区、西北关社区、鸿顺园社区、玉竹园社区、伟业嘉园社区、瑞雪春堂社区、二街村、四街村、五街村、南关村、东关村、后店村、吴店村、黄辛庄村、渔儿沟村、大南关村、纸房村、常庄村、徐庄村、梨村、于管营村、东羊庄村、梅花庄村、小西庄村、辛瓜地村和南广阳城村。